# FIFA Ballon d'Or 2011
Het FIFA Ballon d'Or Gala 2011 was de tweede editie van de FIFA prijsuitreiking voor de beste voetballers en coaches van het jaar. De prijzen werden vergeven op 9 januari 2012 in Zürich. Lionel Messi werd verkozen tot beste speler van de wereld voor de derde maal in successie.
Het gala werd gepresenteerd door voormalig Ballon d'Or winnaar Ruud Gullit en tv-journalist Kay Murray van Real Madrid TV en Fox Soccer Channel. Zij werden muzikaal ondersteund door singer-songwriter James Blunt met zijn band. De individuele prijzen werden onder andere uitgereikt door Ronaldo, Lothar Matthäus, Pelé en FIFA-president Joseph Blatter die werd bijgestaan door zangeres Shakira.

## Winnaars

### FIFA Ballon d'Or
De top drie genomineerden voor de FIFA Ballon d'Or 2011 waren:
| Nr. | Speler            | Club         | Stemmen |
| --- | ----------------- | ------------ | ------- |
| 1   | Lionel Messi      | FC Barcelona | 47.88 % |
| 2   | Cristiano Ronaldo | Real Madrid  | 21.6 %  |
| 3   | Xavi              | FC Barcelona | 9.23 %  |

De volgende 20 voetballers waren ook genomineerd voor de FIFA Ballon d’Or 2011:
| Nr. | Speler                 | Club                                | Stemmen |
| --- | ---------------------- | ----------------------------------- | ------- |
| 4   | Andrés Iniesta         | FC Barcelona                        | 6.01 %  |
| 5   | Wayne Rooney           | Manchester United                   | 2.31 %  |
| 6   | Luis Suárez            | Ajax / Liverpool                    | 1.48 %  |
| 7   | Diego Forlán           | Atlético Madrid / Internazionale    | 1.43 %  |
| 8   | Samuel Eto'o           | Internazionale / Anzji Machatsjkala | 1.34 %  |
| 9   | Iker Casillas          | Real Madrid                         | 1.29 %  |
| 10  | Neymar                 | Santos                              | 1.12 %  |
| 11  | Mesut Özil             | Real Madrid                         | 0.76 %  |
| 12  | Wesley Sneijder        | Internazionale                      | 0.72 %  |
| 13  | Thomas Müller          | Bayern München                      | 0.64 %  |
| 14  | David Villa            | Barcelona                           | 0.53 %  |
| 15  | Bastian Schweinsteiger | Bayern München                      | 0.50 %  |
| 16  | Xabi Alonso            | Real Madrid                         | 0.48 %  |
| 17  | Sergio Agüero          | Atlético Madrid / Manchester City   | 0.48 %  |
| 18  | Éric Abidal            | FC Barcelona                        | 0.36 %  |
| 19  | Dani Alves             | FC Barcelona                        | 0.34 %  |
| 20  | Karim Benzema          | Real Madrid                         | 0.34 %  |
| 21  | Cesc Fàbregas          | Arsenal / FC Barcelona              | 0.29 %  |
| 22  | Nani                   | Manchester United                   | 0.26 %  |
| 23  | Gerard Piqué           | FC Barcelona                        | 0.22 %  |

### FIFA Women's World Player of the Year
De top drie genomineerden voor de FIFA Women's World Player of the Year 2011 waren:
| Nr. | Speler       | Club                   | Stemmen |
| --- | ------------ | ---------------------- | ------- |
| 1   | Homare Sawa  | INAC Kobe Leonessa     | 28.51 % |
| 2   | Marta        | Western New York Flash | 17.28 % |
| 3   | Abby Wambach | magicJack              | 13.26 % |

De volgende 7 voetbalsters waren ook genomineerd voor de FIFA Women's World Player of the Year 2011:
| Nr. | Speler             | Club                   | Stemmen |
| --- | ------------------ | ---------------------- | ------- |
| 4   | Aya Miyama         | Okayama Yunogō Belle   | 12.18 % |
| 5   | Hope Solo          | magicJack              | 7.83 %  |
| 6   | Lotta Schelin      | Lyon Ladies            | 4.85 %  |
| 7   | Kerstin Garefrekes | FFC Frankfurt          | 4.73 %  |
| 8   | Alex Morgan        | Western New York Flash | 4.34 %  |
| 9   | Louisa Necib       | Lyon Ladies            | 3.21 %  |
| 10  | Sonia Bompastor    | Lyon Ladies            | 2.99 %  |

### FIFA World Coach of the Year for Men's Football
| Nr. | Coach           | Club              | Stemmen |
| --- | --------------- | ----------------- | ------- |
| 1   | Josep Guardiola | FC Barcelona      | 41.92 % |
| 2   | Alex Ferguson   | Manchester United | 15.61 % |
| 3   | José Mourinho   | Real Madrid       | 12.43 % |

### FIFA World Coach of the Year for Women's Football
| Nr. | Coach        | Club             | Stemmen |
| --- | ------------ | ---------------- | ------- |
| 1   | Norio Sasaki | Japan            | 45.57 % |
| 2   | Pia Sundhage | Verenigde Staten | 15.83 % |
| 3   | Bruno Bini   | Frankrijk        | 10.28 % |

### FIFA Puskás Award
| Nr. | Speler       | Club              |
| --- | ------------ | ----------------- |
| 1   | Neymar       | Santos            |
| 2   | Lionel Messi | FC Barcelona      |
| 3   | Wayne Rooney | Manchester United |

### FIFA Presidential Award
- Alex Ferguson[2]

### FIFA Fair Play Award
- Japanse voetbalbond[2]